# The English School of Lutenist Song Writers
The English School of Lutenist Song Writers, kurz auch English Lute-Songs, ist eine Editionsreihe zur englischen Schule der  Lautenlied-Komponisten. Sie erfolgte nach Originaldrucken des frühen 17. Jahrhunderts und wurde von Edmund H. Fellowes herausgegeben. Sie erschien in zwei Serien zu 16 bzw. 17 Bänden, d. h. insgesamt 33 Bänden, in London 1920–27. Eine von Thurston Dart revidierte Ausgabe sowie weitere Bände, gekennzeichnet durch Jahresangabe, erscheinen seit 1959.
Dem Herausgeber Edmund H. Fellowes zufolge steht die englische Schule der Lautenlied-Komponisten für sich selbst als etwas ohne Parallele im Europa der damaligen Zeit.

## Inhaltsübersicht
1. Serie (1920–24; jedes Stück sowohl in ursprünglicher Notation als auch in Übertragung)
2. Serie (1925–27; Bearb. f. Kl.)

### 1. Serie
- 4 u. 13 Thomas Campian, d. 1. Buch v. Ph. Rosseters A Booke of Ayres (Bd. IV u. XIII)
- 17. John Coperario, Funeral Teares, Songs of Mourning u. The Masque of Squire (XVII, 1959)
- 1.–2., 5.–6., 10.–11., 12., 14. John Dowland, alle Lautenlieder aus d. 1., 2. u. 3. Booke of Songes or Ayres (I— II, V-VI, X-XI) sowie A Pilgrimes Solace (XII u. XIV)
- 3. Thomas Ford, 1. Buch d. Musicke of Sundrie Kindes (III)
- 16. Thomas Morley, The First Booke of Ayres (XVI, 21959)
- 7. u. 15. Francis Pilkington, d. Tabulaturstücke aus The First Booke of Songs or Ayres (VII u. XV)
- 8.–9. Philip Rosseter, 2. Buch d. Slg. A Booke of Ayres (VIII-IX; 1. Buch s. o. unter Campian).

### 2. Serie
- 9. John Attey, The First Booke of Ayres (IX)
- 3. John Bartlet, A Booke of Ayres (III)
- 1.–2., 10.–11. Th. Campian, 1.–4. Booke of Ayres (I— II, X-XI)
- 7. Michael Cavendish, d. Lieder aus d. v. ihm selbst hrsg. Slg. Ayres in Tabletorie to the Lute (VII)
- 12.–13. W. Corkine, 1. u. 2. Booke of Ayres (XII-XIII)
- 8. J. Danyel, Songs for the Lute, Viol and Voice (VIII)
- 18. John Earsden, The Ayres … 1618 (XVIII, 1962)
- 16. A. Ferrabosco (II), Ayres (XVI)
- 18. Thomas Greaves, d. Lautenlieder aus Songes of Sundrie Kindes 1604 (XVIII, 1962)
- 17. R. Johnson, Ayres, Songs and Dialogues (XVII, 2 1961)
- 4., 6, 14.–15. R. Jones, alle Airs zur Laute aus d. 1., 2., 3. (Ultimum Vale), 4. (A Musicall Dreame) u. 5. (The Muses Gardin for Delight) Booke of Songs and Ayres (IV, VI, XIV-XV)
- 18. George Mason, The Ayres … 1618 (XVIII, 1962).